# Profu' de spionaj
Profu' de spionaj (titlu original: My Spy) este un film american de comedie cu spioni din 2020 regizat de Peter Segal. Rolurile principale au fost interpretate de actorii Dave Bautista, Chloe Coleman, Kristen Schaal, Parisa Fitz-Henley și Ken Jeong.

## Prezentare
Filmul este despre agentul călit CIA JJ, care se trezește brusc în mâinile unei fetițe de 9 ani al cărei unchi este un vânzător periculos de arme.

## Distribuție
- Dave Bautista - JJ, un agent CIA însărcinat cu supravegherea mamei lui Sophie în speranța de a-și găsi cumnatul criminal.
- Chloe Coleman - Sophie, o fată de școală elementară de nouă ani care îl șantajează pe JJ să o antreneze să devină spion.
- Kristen Schaal ca Bobbi, specialistul în tehnologie al lui JJ.
- Parisa Fitz-Henley ca Kate, mama lui Sophie.
- Ken Jeong - David Kim, șeful lui JJ la CIA.
- Devere Rogers - Carlos, vecinul gay al lui Sophie.
- Greg Bryk - Victor Marquez.
- Ali Hassan - Azar.
- Noah Danby - Todd, partenera lui Carlos.